# Гродзець (Намисловський повіт)
Гродзець (пол. Grodziec, нім. Groditz) — село в Польщі, у гміні Сьверчув Намисловського повіту Опольського воєводства.
Населення — 110 осіб (2011).
У 1975-1998 роках село належало до Опольського воєводства.

## Демографія
Демографічна структура станом на 31 березня 2011 року:
|          | Загалом | Допрацездатний вік | Працездатний вік | Постпрацездатний вік |
| -------- | ------- | ------------------ | ---------------- | -------------------- |
| Чоловіки | 58      | 14                 | 40               | 4                    |
| Жінки    | 52      | 12                 | 30               | 10                   |
| Разом    | 110     | 26                 | 70               | 14                   |